# Le Clan des gangsters (film, 2013)
Pour les articles homonymes, voir Le Clan des gangsters.
Pour plus de détails, voir Fiche technique et Distribution.
Le Clan des gangsters (Educazione siberiana) est un film italien réalisé par Gabriele Salvatores, sorti en 2013.

## Synopsis
Le film raconte l'histoire d'enfants grandissant dans une communauté de criminels bannis dans un ghetto de l'ex-URSS. Dans ce contexte de haine et de violence, les amis d'enfance Kolima et Gargarine deviennent ennemis en vieillissant.

## Fiche technique
- Titre original : Educazione siberiana
- Titre français : Le Clan des gangsters
- Réalisation : Gabriele Salvatores
- Scénario : Gabriele Salvatores, Sandro Petraglia et Stefano Rulli d'après le livre de Nicolai Lilin
- Photographie : Italo Petriccione
- Montage : Massimo Fiocchi
- Musique : Mauro Pagani, Federico De Robertis
- Pays d'origine : Italie
- Date de sortie : 2013

## Distribution
- John Malkovich : Grand-père Kuzya
- Peter Stormare : Ink
- Arnas Fedaravicius : Kolyma
- Vilius Tumalavicius : Gagarin
- Eleanor Tomlinson : Xenya
- Jonas Trukanas : Mel
- Vitalij Porshnev : Vitalic
- Riccardo Zinna :